# Нощна маймуна на Спикс
Нощната маймуна на Спикс (Aotus vociferans) е вид бозайник от семейство Нощни маймуни (Aotidae).

## Разпространение
Видът е разпространен в Бразилия (Амазонас), Еквадор, Колумбия и Перу.